# Hubert de Burgh, 1. Earl of Kent

Wappen Huberts de Burgh

Hubert de Burgh, 1. Earl of Kent (* um 1170; † unsicher: 12. Mai 1243 in Banstead, Surrey) war ein englischer Adliger. 
Durch loyalen Dienst stieg er unter König Johann Ohneland aus dem Ritterstand zum Justiciar und zu einem reichen Baron auf. Während der Minderjährigkeit und der Jugend von Heinrich III. regierte er England unter Beachtung der Einschränkungen, die die Magna Carta der Regierung auferlegte. Ältere Historiker bezeichneten ihn als englischen Beamten, der in Opposition zu den ausländischen, aus dem Poitou stammenden ehemaligen Günstlingen von König Johann Ohneland, aber auch gegen fremde, italienische Geistliche stand. Diese nationalistische Sichtweise entspricht jedoch wohl nicht der Politik de Burghs und gilt als überholt. Durch seinen Reichtum, den er durch sein Amt erwarb, machte er sich jedoch unter den anderen Baronen zahlreiche Feinde. Vor allem durch sein militärisches Scheitern verlor er die Gunst des Königs und wurde 1232 gestürzt. Während seiner Amtszeit wurde deutlich, dass die Verantwortung, die der Justiciar als Leiter der Verwaltung und der Finanzverwaltung, aber auch als oberster militärischer Kommandant und als oberster Richter hatte, die Amtsträger überforderte. 
Hubert de Burgh war der letzte Justiciar, der das Amt mit diesen großen Befugnissen ausübte. Schon unter de Burgh übernahmen Beamte, die auf die einzelnen Fachgebiete spezialisiert waren, Teile der Aufgaben des Justiciars. Nach dem raschen Scheitern von Stephen of Seagrave, de Burghs Nachfolger als Justiciar, besetzte der König das Amt nicht erneut.

## Herkunft
Hubert de Burgh entstammte einer Familie des Ritterstandes, über die wenig bekannt ist. Die Familie besaß Besitzungen in Burgh bei Aylesham in Norfolk, doch de Burghs genaue Herkunft ist nicht geklärt. Fälschlicherweise gilt er gelegentlich als Sohn eines Bruders von William fitz Adhelm, einem Steward von König Heinrich II. Sein Vater war möglicherweise ein Walter, der um 1179 gegen eine Gebühr von 40 Mark ein Lehen in Burgh erhielt, doch auch diese Herkunft ist zweifelhaft. Seine Mutter hieß Alice und wurde in der Kirche von Oulton bei Walsingham begraben. Dieser Kirche machte Hubert 1230 eine Schenkung zugunsten des Seelenheils seiner Mutter. Sein älterer Bruder war William de Burgh, der später Lord of Connacht in Irland wurde. Dazu hatte er zwei jüngere Brüder, Geoffrey de Burgh, der spätere Bischof von Ely, sowie Thomas de Burgh, der von 1215 bis 1216 als Kommandant von Norwich Castle diente. Angeblich wurde Hubert 1175 geboren, doch da sein älterer Bruder William schon vor 1185 zum Ritter geschlagen worden war, wurde Hubert wohl eher bereits um 1170 geboren. 1232 gab er die Güter von Burgh bei South Erpingham, Beeston bei North Erpingham und Newton bei South Greenloe in Norfolk sowie Sotherton in Suffolk als sein Erbe an. Ursprünglich hielt er diese Güter als Lehen des normannischen Grafen von Perche.

## Aufstieg bis 1215

### Höfling unter Johann Ohneland

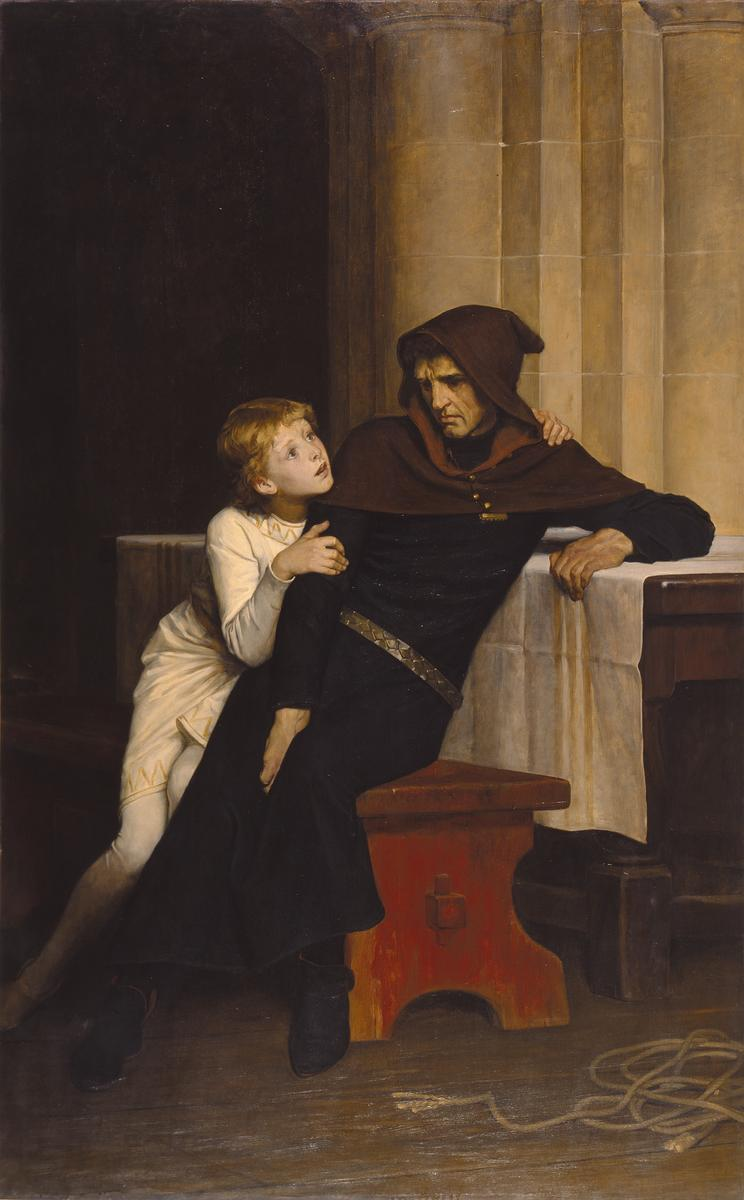
Hubert de Burgh und Arthur von der Bretagne. Gemälde von William Frederick Yeames, 1882

Möglicherweise durch die benachbarte Magnatenfamilie Warenne, in die er später einheiratete, oder durch seinen älteren Bruder William, der im Dienst von Johann Ohneland, dem jüngsten Sohn von König Heinrich II. stand, kam Hubert an den Königshof. Nach dem Chronisten Roger von Wendover trat er bereits vor 1198 unter Erzbischof Hubert Walter in den Dienst von König Richard Löwenherz, doch diese Behauptung kann nicht belegt werden. Am 8. Februar 1198 bezeugte de Burgh für Johann Ohneland, der damals Graf von Mortain war, eine Urkunde in Tinchebrai in der Normandie. In einer Urkunde vom 12. Juni 1198 wird er als Chamberlain des Haushalts von Johann Ohneland bezeichnet. Als dieser 1199 englischer König wurde, stieg de Burgh zum Chamberlain of the Royal Household auf.
Im Dienst des Königs stieg de Burgh nun weiter auf. Ende April 1200 verhandelte de Burgh mit William de Redvers, 5. Earl of Devon, um dessen jüngste Tochter Joan zu heiraten. Als Mitgift hoffte de Burgh auf die Isle of Wight und das Gut von Christchurch in Hampshire. Am 28. April 1200 schlossen de Burgh und der Earl in Portchester eine Vereinbarung, nach der de Burgh £ 60 und den Dienst von zehn Rittern erhalten solle, wenn die Frau des Earls noch einen Sohn gebären würde. Tatsächlich gebar sie wenig später einen Sohn, und der Heiratsvertrag wurde offensichtlich gekündigt. Im Dezember 1200 ernannte ihn der König zum Verwalter der wichtigen Burgen Dover und Windsor. Anfang 1201 wurde de Burgh Sheriff von Dorset und Somerset, 1202 diente er als Sheriff von Berkshire und Cornwall. Als Sheriff von Somerset erhielt er die Baronien Beauchamp und Dunster. Bevor der König im Juni 1201 nach Frankreich aufbrach, sandte er William Marshal, 1. Earl of Pembroke und Roger de Lacy, Constable of Chester mit 200 Rittern voraus. An Stelle von Marshal und Lacy ernannte Johann nun de Burgh zum Verteidiger der Welsh Marches. Er übergab ihm die strategisch wichtigen Three Castles Grosmont, Skenfrith und White Castle in Südostwales sowie 100 Men-at-arms. Dazu gab er ihm das an Burgh angrenzende Gut von Cawston sowie weitere Besitzungen in Creake in Norfolk als Lehen. Im November 1201 erhielt de Burgh die Besitzungen von Walter of Windsor und im April 1202 wurden ihm die Cinque Ports unterstellt. De Burgh war damit zu einem mächtigen Höfling aufgestiegen, als ihn der König 1202 mit als Botschafter nach Portugal sandte, um über eine Hochzeit von Johann mit einer Tochter des portugiesischen Königs Sancho I. zu verhandeln. Noch während die Gesandtschaft in Portugal verhandelte, heiratete Johann plötzlich Isabella von Angoulême, so dass die Gesandten unverrichteter Dinge nach England zurückkehren mussten.

### Kampf und Gefangenschaft im Französisch-Englischen Krieg
De Burghs Karriere in England wurde unterbrochen, als ihn der König nach Beginn des erneuten Krieges mit Frankreich (siehe Französisch-Englischer Krieg von 1202 bis 1214) im Oktober 1202 nach Frankreich berief und ihn zum Kommandanten der Burg von Falaise in der Normandie ernannte. Nach dem Chronisten Radulph von Coggeshall weigerte sich de Burgh in Falaise, Arthur von der Bretagne, den Neffen des Königs, zu blenden und zu kastrieren, weil dieser einen Erbanspruch auf Johanns Besitzungen stellte. Sollte sich dies wirklich so zugetragen haben, dann brachte de Burghs Weigerung, die königliche Anordnung auszuführen, keine Nachteile für ihn. Anfang 1203 ernannte der König de Burgh zusammen mit Philip of Oldcoates zum Kommandanten der strategisch wichtigen Burg Chinon im Touraine. 
Vermutlich diente de Burgh 1204 als Gesandter des Königs, um dessen Gegner, den französischen König Philipp II. eine Nachricht zu überbringen. In diesem Jahr eroberte König Philipp die Normandie, das Touraine und den Großteil der französischen Besitzungen von Johann Ohneland. De Burgh setzte die Verteidigung des isolierten Chinon fort, bis er im Sommer 1205 in aussichtsloser Lage mit der Besatzung einen Ausfall machte. Nach heftigem Kampf geriet er verwundet in Gefangenschaft, in der er über zwei Jahre blieb. Während dieser Zeit übernahm der König die Verwaltung seiner englischen Lehen, während er seine Ämter an andere Höflinge vergab. De Burghs Besitzungen in Norfolk und Suffolk fielen an Gilbert of Stanfort, während die Three Castles in Südostwales an William III de Briouze fielen. Mit Unterstützung des Königs, der im Februar 1207 300 Mark an den französischen Ritter Guillaume de Chayv sowie weiter £ 100 direkt an dei Burgh zahlte, konnte er das geforderte Lösegeld aufbringen und kam Ende 1207 frei.

### Wiederaufstieg zum einflussreichen Baron und Höfling
Nach seiner Rückkehr nach England zahlte de Burgh 1208 die geringe Summe von £ 100 an den König, womit seine noch offenen Gebühren als Sheriff von Somerset und Dorset abgegolten waren. Dazu erhielt er das Gut von Shepperton in Middlesex. Am 28. Mai 1208 erhielt er Lafford Castle sowie die Stadt Lafford in Huntingdonshire. 1209 heiratete er Beatrice de Warenne, die Witwe von Doun Bardolf. Sie war eine Verwandte des Earls von Surrey und war als einziges überlebendes Kind von William de Warenne († 1208/09) Erbin von Wormegay, die an seine Erbgüter in Norfolk grenzte. Durch diese Heirat wurde de Burgh auch der Vormund von William Bardolf, ihrem Sohn aus erster Ehe, und Verwalter von dessen Gütern bei Stowe und North Runcton in Norfolk und Finborough in Suffolk. In den nächsten Jahren gelang es de Burgh, wieder einen umfangreichen Grundbesitz in England aufzubauen. Er kaufte zwei Knight’s fees bei seinen ererbten Besitzungen, Beeston und Runton, dazu erhielt er vom König Corfe Mullen in Dorset als Lehen, dazu weitere Besitzungen als Lehen in Dorset und Somerset. 1213 besaß er mehr als 50 Knight’s fees, vor allem in East Anglia, Dorset und Somerset, aber auch in Buckinghamshire, Hampshire, Surrey und Wiltshire.

### Erneuter Dienst in Frankreich
1212 wurde de Burgh unter Ivo de Jallia stellvertretender Seneschall des Poitou, einer der verbliebenen Besitzungen von Johann Ohneland in Südwestfrankreich. Als Ivo de Jallia 1213 vom König nach England berufen wurde, übernahm de Burgh zusammen mit Philip d’Aubigny und Geoffrey de Neville das Amt des Seneschalls. Als Seneschall des Poitou hatte de Burgh seinen Hauptstützpunkt in Niort. Er unterstützte 1214 den vergeblichen Feldzug des Königs, durch den dieser seine 1204 verlorenen Besitzungen zurückerobern wollte. Nach der Niederlage von Bouvines bezeugte de Burgh mit den Waffenstillstand mit dem französischen König, durch den Johann zwar seine Besitzungen südlich der Loire behalten konnte, doch die nördlich des Flusses gelegenen Gebiete endgültig verlor.

### Unterstützer des Königs gegen die Adelsopposition
Ende April oder Anfang Mai 1215 kehrte de Burgh nach England zurück, wo sich der König im Konflikt mit einer mächtigen Adelsopposition befand. De Burgh unterstützte weiterhin loyal den König und sollte für diesen die City of London sichern. Diese schloss sich im Mai jedoch den rebellischen Baronen an, was wesentlich dazu beitrug, dass der König den Forderungen der Barone in der Magna Carta zustimmen musste. De Burgh, der für den König Truppen bei Rochester zusammengezogen hatte, wird in der Magna Carta als einer der acht weltlichen Ratgeber des Königs genannt, die dem König zur Anerkennung der Forderungen der Barone rieten. Vor dem 25. Juni 1215 löste er Peter des Roches als Justiciar des Königs ab. Nach Angaben des Chronisten Matthew Paris hat der König de Burgh in Anwesenheit von Erzbischof Stephen Langton, der Earls of Warenne und Derby und vor zahlreichen anderen Baronen zum Justiciar ernannt. Zusammen mit diesem Amt wurde er Sheriff von Kent und Surrey, womit er auch Kommandant von Canterbury und Dover Castle wurde.

## Justiciar von England

### Militär während des Ersten Kriegs der Barone
Als Justiciar war de Burgh auch oberster Richter und Finanzverwalter, zwei Bereiche, für die er keine Ausbildung und bislang nur wenig Erfahrung hatte. Zunächst war auch vor allem seine militärische Erfahrung gefragt, denn der Konflikt zwischen dem König und der Adelsopposition weitete sich zum Ersten Krieg der Barone aus. Die rebellierenden Barone boten dem französischen Prinzen Ludwig die Krone an, der im Mai 1216 in Kent landete. Unterstützt von den rebellischen Baronen eroberten die Franzosen weite Teile Englands, dabei auch das nur schwach besetzte, von de Burghs Bruder Thomas verteidigte Norwich Castle. Um den 22. Juli begannen die Franzosen mit der Belagerung des von de Burgh verteidigten Dover Castle. De Burgh hatte diese strategisch wichtige Burg zuvor mit einer starken Besatzung und umfangreichen Vorräten versehen lassen, weshalb es der langen Belagerung widerstand. Nach dem Tod von König Johann am 19. Oktober 1216 hob Prinz Ludwig zunächst die Belagerung auf. Da de Burgh in Dover Castle eingeschlossen war, war er nicht als einer der Testamentsvollstrecker Johanns benannt worden. Auch an der provisorischen Krönung von Johanns ältestem Sohn Heinrich III. am 28. Oktober in Gloucester nahm er nicht teil. Für den minderjährigen König übernahm ein von William Marshal, 1. Earl of Pembroke und dem päpstlichen Legaten Guala geführter Regentschaftsrat die Regierung. Nachdem de Burgh Dover verlassen konnte, nahm er am 11. November an der Ratsversammlung in Bristol teil, bei der William Marshal erneut die Magna Carta anerkannte. In der Urkunde wurde de Burgh dabei als Justiciar bestätigt, doch angesichts der starken Stellung der Regenten sowie dem durch den Krieg bedingten Zusammenbruch der königlichen Justiz- und Finanzverwaltung hatte dieses Amt nur noch wenig Bedeutung. Vor Februar 1217 kehrte de Burgh nach Dover zurück, das ab April erneut von den Franzosen belagert wurde. Nach der Niederlage eines Heeres der Franzosen und der Rebellen in der Schlacht bei Lincoln am 20. Mai hob Prinz Ludwig die Belagerung wieder auf und zog sich nach London zurück, wo er auf Verstärkungen aus Frankreich wartete. Eine französische Flotte mit diesen Verstärkungen wurde am 24. August 1217 in der Schlacht von Sandwich von einer englischen Flotte entscheidend geschlagen. Vermutlich hatte de Burgh das Kommando über die englische Flotte, wie es Wendover und Matthew Paris behaupten, doch dies ist nicht endgültig gesichert. Entscheidend zum englischen Sieg trugen Richard FitzRoy und Philip d’Aubigny bei, während de Burgh nach der Schlacht die gefangen genommenen Franzosen in Dover Castle inhaftierte. Der englische Sieg entschied den Krieg der Barone endgültig zugunsten der Anhänger von Heinrich III. Im Frieden von Lambeth verzichtete Prinz Ludwig im September 1217 auf seinen Anspruch auf den englischen Thron.

### Geringere Bedeutung unter dem Regenten William Marshal
Nach dem Ende des Bürgerkriegs bemühte sich der Regentschaftsrat, vor allem William Marshal und der neue päpstliche Legat Pandulf, die königliche Herrschaft wiederherzustellen. Während Peter des Roches Erzieher des jungen Königs blieb, hatte de Burgh weiterhin nur geringere Bedeutung in der Regierung. Seine Hauptaufgabe war es, die Anordnungen und Beschlüsse der Regierung umzusetzen, während er aufgrund seines relativ geringen Besitzes nur eine schwache politische Position hatte. Als er 1215 Justiciar wurde, hatte ihm König Johann die Verwaltung der Honour of Peverel und kurz darauf auch die Honour of Rayleigh in Essex und die Honour of Haughley in Suffolk übergeben. Wenige Wochen später erhielt er dazu die Herrschaft Hoo in Kent. Nach dem Tod von König Johann heiratete de Burgh 1217 Isabel, die Witwe von Geoffrey FitzGeoffrey de Mandeville, 2. Earl of Essex und geschiedene erste Gemahlin von König Johann. Am 13. August 1217 wurden die Sheriffs von neun Counties vom Regentschaftsrat aufgefordert, die Besitzungen von Isabel an de Burgh zu übergeben. Isabella starb jedoch wenige Tage nach der Hochzeitsfeier am 14. Oktober 1217. Ihr Erbe wurde ihr Neffe Gilbert de Clare, so dass de Burgh leer ausging. Von dem Rebellen William de Mowbray hatte er während des Kriegs der Barone das Gut von Banstead in Surrey als Lösegeld erpressen können, doch ihm war klar, dass er gegen die großen, landbesitzenden Magnaten relativ machtlos war. Anfang 1219 konnte er durch eine Klage gegen Reginald de Briouze die Three Castles in Südostwales zurückgewinnen. Diese übergab Briouze jedoch erst, als de Burgh mit einem Heer vor den Burgen erschien.

### Aufstieg zum Führer der Regierung
Im Frühjahr 1219 starb der greise William Marshal. Die Führung des Regentschaftsrates übernahm offiziell Legat Pandulf, bis dieser England 1221 verließ. Doch bereits bald nach dem Tod Marshals begannen Machtkämpfe unter den Magnaten um die Vorherrschaft im Regentschaftsrat. Im Oktober 1221 heiratete de Burgh Margarete von Schottland, die älteste Schwester des schottischen Königs. Die Heirat mit einer schottischen Königstochter bedeutete für de Burgh, der nur dem Ritterstand entstammte, einen erheblichen Prestigegewinn. Anderseits sorgte diese Bevorzugung von de Burgh sicher auch für Unmut unter den englischen Adeligen. Dann konnte de Burgh durch eine Intrige Peter de Maulay, einen aus Frankreich stammenden ehemaligen Vertrauten von König Johann, entmachten. Weihnachten 1221 kam es zu einer Revolte des Earls of Salisbury, die von de Burgh unterstützt wurde, aber ohne direkte Folgen blieb. Im August 1222 kam es zu einem Aufstand von Bürgern der City of London, der von de Burgh und von Falkes de Bréauté niedergeschlagen wurde. Sie ließen Constantine Fitzalulf, den Führer des Aufstands, und zwei seiner Anhänger nach kurzem Prozess hängen. Dazu ließen sie eine Reihe von an dem Aufstand beteiligten und in Gefangenschaft geratenen Bürgern verstümmeln. Auch anderswo kam es zu Beschwerden, dass de Burgh seine Ämter teils hart und grausam ausübte. Im September 1223 unternahm de Burgh zusammen mit dem jungen König einen kurzen Feldzug nach Wales, wo sie Montgomery Castle als neuen Schwerpunkt der königlichen Macht in Mittelwales gründeten. Im Dezember 1223 wurde der König formal für volljährig erklärt, wobei er jedoch noch nicht alleine die Regierung übernahm. Die Regierung verlangte nun von zahlreichen Magnaten, ihre bislang verwalteten königlichen Burgen zu übergeben. Auch de Burgh übergab nun am 30. Dezember Canterbury, Dover, Rochester, Norwich, Orford und Hereford Castle an die Beauftragten der Regierung, dazu legte er seine Ämter als Sheriff nieder. Die Macht der königlichen Regierung wurde durch diese Burgen jedoch gestärkt. Der Versuch von Peter des Roches, dem Erzieher des Königs, weiterhin Kontrolle über den jungen König auszuüben, wurde von den anderen Mitgliedern des Regentschaftsrates vereitelt, worauf des Roches auf eine Pilgerreise ins Auslang ging. Als Justiciar wurde de Burgh nun Führer der Regierung. Dabei wurde er vor allem von Erzbischof Stephen Langton von Canterbury unterstützt. Eingeschränkt wurde seine Macht dagegen durch die Regelung, dass bis zur endgültigen Volljährigkeit des Königs keine Ämter und Lehen unbefristet vergeben werden durften.
Nachdem des Roches seine Stellung in der Regierung verloren hatte, war Falkes de Bréauté, ein früherer Günstling von König Johann, der letzte größere Gegenspieler von de Burgh geworden. Auf Falkes de Bréauté gingen zahlreiche Beschwerden gegen den Justiciar zurück. Gegen Falkes selbst wurden im Frühsommer 1224 in Bedfordshire zahlreiche Klagen vor königlichen Richtern erhoben. Nachdem Falkes de Bréauté zu keiner Verhandlung erschienen war und sich auch nicht entschuldigte, wurde er am 17. Juni 1224 geächtet. Als Falkes Bruder William, der Kommandant von Bedford Castle, einen königlichen Richter gefangen nahm, beschloss der königliche Rat die Belagerung der Burg. De Burgh erreichte am 20. Juni die Belagerungstruppen und traf sofort energische Maßnahmen, um die Burg zu erobern. Diese fiel nach achtwöchigem, heftigen Kampf. Wohl auf Empfehlung von de Burgh ließ der König fast die gesamte überlebende Besatzung hängen. Falkes de Bréauté, der sich nicht in der Burg befunden hatte, musste anschließend ins Exil gehen. Im Ausland, vor allem gegenüber dem Papst, beschuldigte er de Burgh sowie Erzbischof Stephen Langton, dass sie ihm gegenüber anhaltend feindlich gesinnt waren. De Burgh hatte jedoch mit der unbarmherzigen Niederschlagung der Rebellion von Falkes de Bréauté die Macht der Regierung bestärkt. Als Justiciar hing er zwar vom Wohlwollen des Königs ab, hatte aber nun keine wirklichen politischen Rivalen mehr.

### Aufstieg zum Earl of Kent
Durch die Gunst des Königs war de Burgh 1224 Verwalter der Länder des Earls of Arundel und 1226 der Länder des Earls of Norfolk geworden, bis deren Erben volljährig wurden. 1227 erhob der König de Burgh zum Earl of Kent, dieser Titel sollte für männliche Nachkommen aus seiner Ehe mit Margarete von Schottland erblich sein. Als Earl erhielt er £ 50 jährlich aus den Steuereinnahmen von Kent, dazu hatte ihm der König 1222 für seine Aufwendungen als Justiciar jährlich £ 300 gewährt. Weiterhin erhielt er £ 1000 als Verwalter von Dover Castle. Ende 1229 erhielt de Burgh noch die Honours von Knaresborough in Yorkshire und Eye in Suffolk. Damit hatte de Burgh einen umfangreichen, doch weit zerstreuten Landbesitz angesammelt, den er durch seinen Steward Lawrence of St Albans verwalten ließ. 1228 ernannte der König de Burgh lebenslang zum Justiciar und übergab ihm dazu die Verwaltung der Burgen von Dover, Canterbury und Rochester in Südostengland sowie von Montgomery, Cardigan und Carmarthen in Wales. Zusammen mit den Three Castles in Südostwales war de Burgh nun auch ein mächtiger walisischer Marcher Lord geworden.

### Misserfolge als Militär, Richter und Finanzverwalter
Die gescheiterten Feldzüge von 1228 und 1231 gegen Wales sowie der vergebliche Frankreichfeldzug des jungen Königs 1230 schwächten jedoch de Burghs militärisches Ansehen, mehr noch, sie zerstörten das Vertrauen des jungen Königs in seinen allmächtigen Justiciar. Nach dem Bericht von Roger von Wendover soll der König bereits 1229, als sein geplanter Frankreichfeldzug zunächst aufgrund zu weniger Schiffe für die Überfahrt der Truppen abgesagt werden musste, dem Justiciar öffentlich gezürnt haben. Er soll in Portsmouth sein Schwert gegen de Burgh gezogen haben und ihn öffentlich als alten Verräter beschimpft haben.
De Burgh war ein fähiger Militär und Verwalter, doch im Vergleich zu seinen Vorgängern vernachlässigte er die Justiz. Diese Aufgabe, die auch finanziell einträglich war, erfolgte schließlich weiter im Namen des Königs und nicht im Namen des Justiciars. Dies führte dazu, dass königliche Richter wie Martin of Pattishall und Stephen of Seagrave an Bedeutung gewannen. Dazu übernahm de Burgh niemals das Amt des Vizekönigs während einer Abwesenheit des Königs im Ausland, da er beim einzigen Mal, als der König 1230 das Land verließ, ihn begleitete. Auch als Leiter der Finanzverwaltung blieb de Burgh eher passiv. Als beispielsweise 1224 zahlreiche neue Sherrifs ernannt wurden, nutzte er nicht die Gelegenheit, deren Zahlungsverpflichtungen an den König zu reformieren. Diese waren in der Praxis teilweise schon erhöht worden, doch de Burgh machte diese Praxis wieder rückgängig und kehrte zu der alten Regelung zurück, nach der die Amtsinhaber für die Schulden aus ihrem Amt nicht haften mussten. Etwa zu dieser Zeit entließ er auch Peter de Rivallis, der als Chamberlain of the king's wardrobe für die Ausgaben des königlichen Haushalts verantwortlich gewesen war.

## Der Sturz von de Burgh

### Rivalität zu Peter des Roches
Die Entlassung von Rivallis, der ein Neffe von Peter des Roches war, belastete sicher das Verhältnis zwischen dem Justiciar und dem ehemaligen Erzieher des Königs. Wie genau das persönliche Verhältnis zwischen Hubert de Burgh und Peter des Roches war, ist heute nicht mehr mit Sicherheit nachzuvollziehen. Auf jeden Fall hatten der Engländer de Burgh und der aus Südwestfrankreich stammende des Roches andere Arbeitsweisen und Amtsauffassungen, besonders was die Finanzverwaltung betraf. Als zu Beginn der 1230er Jahre der alternde Justiciar militärisch nicht mehr erfolgreich war und auch als Jurist und Finanzverwalter nicht den Erwartungen des Königs entsprach, wandte sich der König der Gruppe um Peter des Roches und Peter de Rivallis zu. Auch unter den alteingesessenen englischen Baronen hatte die immense Ansammlung von Grundbesitz, die de Burgh als Justiciar durch die Gunst des jungen Königs erreichte, zu Neid und Missgunst geführt. Möglicherweise hatten sie dazu Vorbehalte gegenüber de Burgh, da er als ursprünglich aus der Ritterschaft stammender jüngerer Sohn ein Aufsteiger, ein Homo novus war, wie es die Chronisten Wendover und Paris berichten.

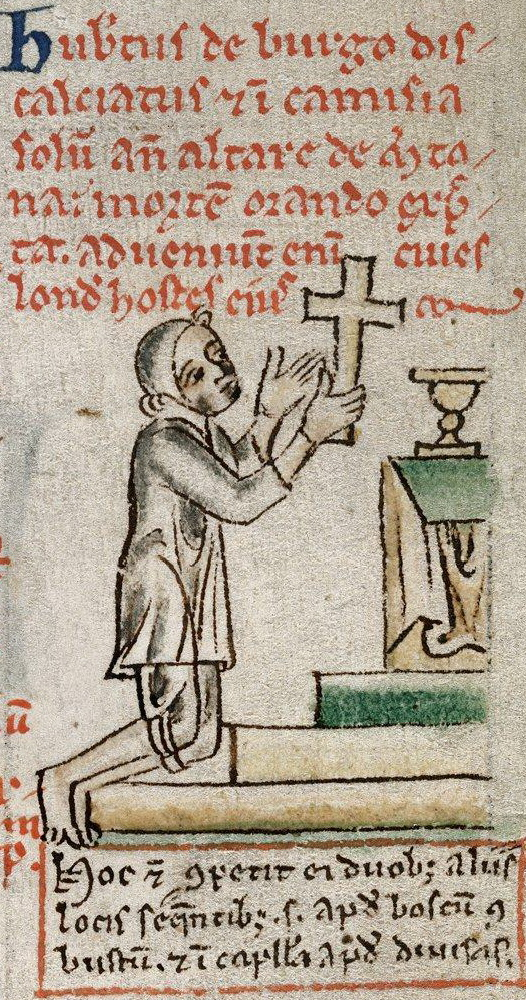
Hubert de Burgh im Kirchenasyl. Darstellung aus der Historia Anglorum des Matthew Paris, 13. Jahrhundert

### Sturz nach der Rückkehr von des Roches

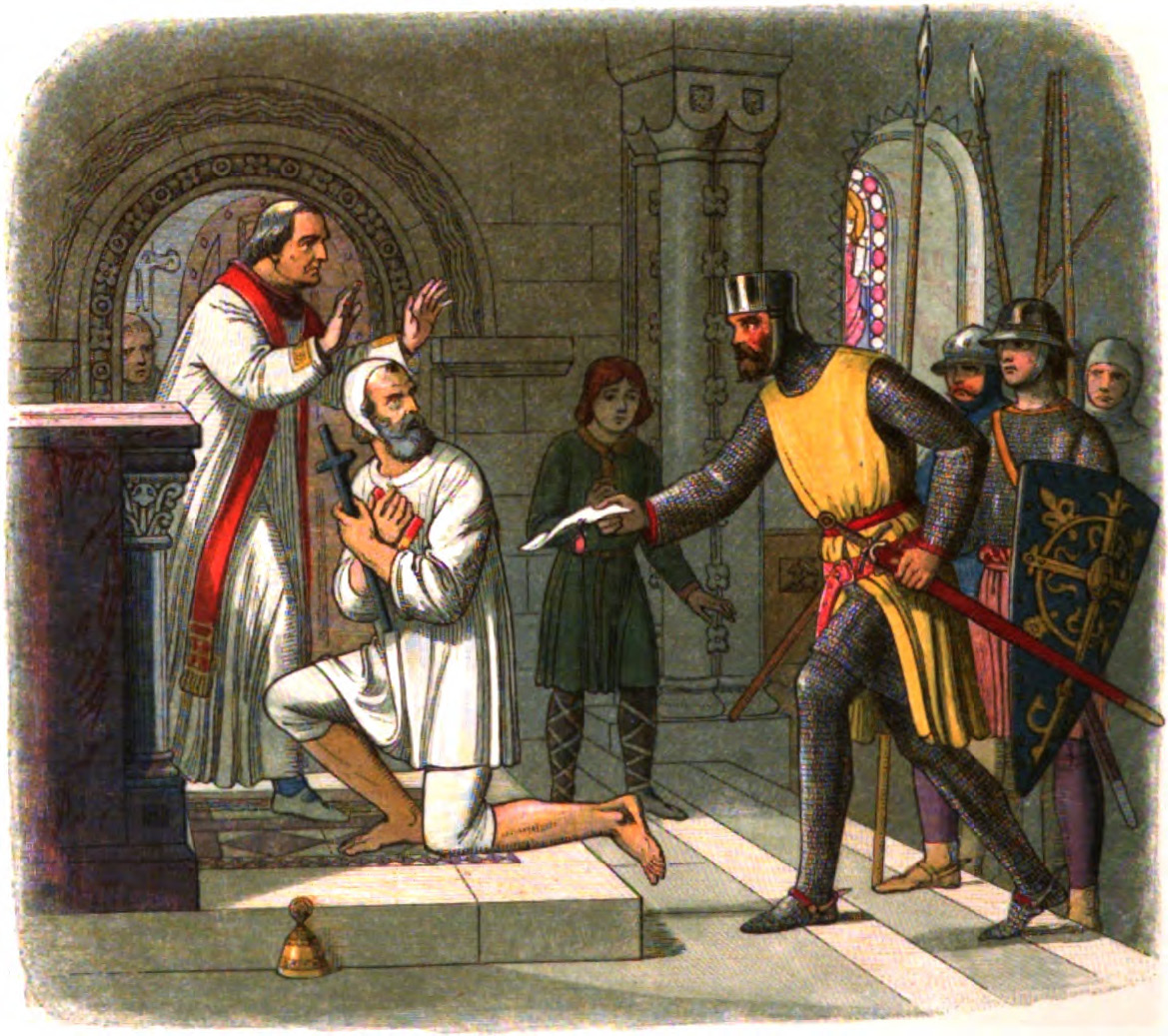
Hubert de Burgh wird von Geoffrey de Craucombe aus dem Kirchenasyl von Boisars getrieben. Historisierende Darstellung von 1864

Peter des Roches war Anfang August 1231 von einem Kreuzzug nach Palästina nach England zurückgekehrt. Als Kreuzfahrerheld gewann er rasch die Gunst des Königs, der schon im September 1231 Peter de Rivallis das Amt des Treasurer of the chamber übergab. Nachdem er jahrelang Weihnachten als Gast von de Burgh verbracht hatte, feierte der König Weihnachten 1231 bei des Roches. Dies führte zu einem Machtkampf zwischen de Burgh und des Roches um die Gunst des Königs. Als es 1232 zu Ausschreitungen gegen aus Italien stammende Geistliche in England kam, wurde die Verantwortung dafür dem Justiciar gegeben. Peter de Rivallis erhielt weitere Ämter bei Hofe und wurde Sheriff von 21 Counties. Zwischenzeitlich gewann de Burgh die Gunst des Königs zurück, der ihn noch am 15. Juni lebenslang zum Justiciar of Ireland ernannte. Wenig später wurde Rivallis jedoch zum Siegelbewahrer ernannt. Anfang Juli war der König wieder bei de Burgh zu Gast, als er das Priorat von Bromholm besuchte. Dort schwor der König, dass er und seine Nachfolger alle Privilegien, die er de Burgh und seiner Frau Margarete gewährt hatte, einhalten würde. Dennoch entließ ihn der König am 29. Juli aus all seinen Ämtern. Er musste alle Burgen wieder dem König übergeben und sollte für alle Gelder, die er als Justiciar erhalten hatte, Rechenschaft ablegen. Sein Nachfolger als Justiciar wurde Stephen of Seagrave, doch die eigentliche Macht übten nun der Treasurer Peter de Rivallis und vor allem Peter des Roches aus, die die Gunst des Königs hatten.

### Verbannung und Kirchenasyl
Am 25. August 1232 befahl der König, dass de Burgh innerhalb von fünfzehn Tagen England verlassen solle. De Burgh flüchtete daraufhin in das Kirchenasyl der Kapelle von seinem Gut Boisars bei Brentford. Am 26. September wurde dem Sheriff von Essex befohlen, keine Geistlichen, selbst nicht Bischof Roger Niger von London, nach Brentford zu lassen, um de Burgh auszuhungern. Am 7. und am 16. Oktober ordnete der König jeweils an, dass de Burgh in den Tower of London gebracht werden soll, sobald er die Kapelle verlassen hätte. De Burghs Frau hatte sich in die Abtei Bury St Edmunds geflüchtet. Auch sie solle in den Tower gebracht werden, sobald sie die Abtei verließ. Angeblich war de Burgh schon einmal gewaltsam aus der Kapelle gezerrt worden, doch auf Anordnung von Bischof Roger Niger wieder freigelassen worden. Am 23. Oktober wurde de Burgh befohlen, sich vor dem König zu verantworten, andernfalls würde er geächtet werden. De Burgh ergab sich, übergab dem König sein Vermögen, das bei den Tempelrittern in London verwahrt worden war, und bat den König um Gnade. Daraufhin erhielt er am 10. November seine Besitzungen zurück, die er durch Erbe oder durch Kauf erworben hatte. Seiner Frau und seiner Tochter wurde am 13. November freies Geleit zugesichert, sie durften sich auf eines der Güter von de Burgh zurückziehen. De Burghs Siegel wurde dagegen öffentlich zerbrochen. Er selbst wurde nach Devizes Castle gebracht, wo die Earls of Cornwall, Surrey, Pembroke und Lincoln für ihn verantwortlich waren. Einige Güter von de Burgh wurden dem Beamten Robert Passelewe übergeben, damit er einige der verletzten italienischen Geistlichen entschädigen könne.

### Unterstützung der Rebellion von Richard Marshal, 3. Earl of Pembroke
Wohl Ende September 1233 konnte de Burgh mit Hilfe eines Dieners aus seinem Gefängnis in Devizes Castle entkommen und flüchtete in der Kirche St John the Baptist vor der Burg erneut ins Kirchenasyl. Von dort sollen ihn die Wachen wieder gewaltsam herausgezerrt haben, doch nach Beschwerden von Bischof Robert of Bingham von Salisbury durfte er in die Kirche zurückkehren. Die Kirche wurde nun von Wachen umstellt, doch die Nachricht von dem Kirchenasyl des einstigen Justiciars erreichte Richard Marshal, 3. Earl of Pembroke. Dieser war ursprünglich einer der vier Earls, die de Burgh bewachen sollten, doch inzwischen zum Führer einer Rebellion gegen die tyrannische Herrschaft von Peter des Roches geworden. Am 29. Oktober 1233 fiel eine Truppe der Rebellen unter Richard Siward überraschend in Devizes ein, schlug die Wachen in die Flucht und befreite de Burgh. De Burgh wurde nach Chepstow Castle gebracht. In den nächsten Wochen gehörte er zum Heer der Rebellen, unter anderem im November 1233 bei Grosmont Castle, wo der König mit seinem Heer in die Flucht geschlagen wurde. Als der Earl of Pembroke im Frühjahr 1234 nach Irland aufbrach, übernahm de Burgh das Kommando über Chepstow Castle.

### Begnadigung und späteres Leben
Bereits im Oktober 1233 hatte sich Papst Gregor IX. beim König zugunsten von de Burgh eingesetzt. Am 14. Februar 1234 übergab der König de Burghs Frau Margaret alle ererbten Güter ihres Mannes, auch diejenigen, die eigentlich Passelewe übergeben worden waren. Die Rebellion des Earl of Pembroke, der noch im April 1234 in Irland starb, führte mit zum Sturz der Regierung von Peter des Roches und Peter de Rivallis. Am 25. Mai begnadigte der König sowohl de Burgh wie auch Gilbert Marshal, den Erben von Pembroke. De Burgh erhielt jedoch nicht seine Besitzungen zurück, die er als Lehen gehalten hatte. 1236 wurde bekannt, dass de Burghs Frau Margaret heimlich ihre Tochter Megotta mit dem jungen Richard de Clare, 5. Earl of Gloucester verlobt oder vielleicht sogar verheiratet hatte. Diese Verlobung war ohne Erlaubnis des Königs erfolgt. Obwohl sie wohl auch ohne Wissen von de Burgh selbst erfolgt war, wurde er nun wieder des Verrats beschuldigt. Zwar starb Megotta 1237 kinderlos, womit die Ehe gegenstandslos war, doch de Burgh hatte erneut völlig die Gunst des Königs verloren. Am 29. Oktober 1239 musste er sich erneut dem König unterwerfen und auf die Three Castles in Wales sowie auf Hadleigh Castle in Essex verzichten. Danach zog er sich als alter Mann auf seine verbliebenen Güter, darunter Burgh, Beeston und Newton in Norfolk sowie Sotherton in Suffolk zurück. Er starb im Mai 1243 auf seinem Gut von Banstead und wurde in der Dominikanerkirche in London beigesetzt.

## Ehen und Nachkommen
Hubert de Burgh war drei Mal verheiratet. Aus seiner ersten Ehe mit Beatrice de Warenne hatte de Burgh einen Sohn:
- Sir John de Burgh (vor 1212–um 1274) ⚭ Hawise de Lanvaley

Beatrice starb vor dem 18. Dezember 1214. De Burghs folgende kurze Ehe mit Isabella von Gloucester 1217 blieb kinderlos. In dritter Ehe heiratete er am 3. Oktober 1221 in London Margarete von Schottland, eine Tochter von König Wilhelm von Schottland. Nach älteren, jedoch sehr wahrscheinlich falschen Angaben fand die Heirat bereits im Juni 1221 in York statt. Mit seiner dritten Frau hatte de Burgh eine Tochter:
- Margaret de Burgh (auch Megotta) (um 1222–November 1237) ⚭ Richard de Clare, 5. Earl of Gloucester

Noch vor seinem Sturz als Justiciar plante de Burgh 1232, sich wegen ihrer Kinderlosigkeit von ihr scheiden zu lassen, doch konnte er dies nicht mehr umsetzen. Sein Erbe wurde sein einziger Sohn John aus seiner ersten Ehe, der jedoch nicht den Titel Earl of Kent erbte. Sein Haus in Westminster erwarb Erzbischof Walter de Gray von York, als York Place diente es fortan als Londoner Residenz der Erzbischöfe von York.